# Dweir al-Shaykh Saad
Dweir al-Shaykh Saad (en árabe: دوير الشيخ سعد‎) es una aldea siria en el distrito de Tartus en la gobernación de Tartús. Según la Oficina Central de Estadísticas de Siria (CBS), Dweir al-Shaykh Saad tenía una población de 4117 en el censo de 2004.